# Linnaemya educata
Linnaemya educata là một loài ruồi trong họ Tachinidae.